# Nikolaï Simonov
Nikolaï Konstantinovitch Simonov (en russe : Николай Константинович Симонов), né le 4 décembre 1901 à Samara dans l'Empire russe et mort le 20 avril 1973 à Léningrad (Union soviétique), est un acteur russe.

## Filmographie partielle
- 1934 : Tchapaïev (Чапаев) de Frères Vassiliev
- 1937 : Pierre le Grand (Пётр Первый) de Vladimir Petrov
- 1949 : La Bataille de Stalingrad (Сталинградская битва) de Vladimir Petrov
- 1951 : Belinski (Белинский) de Grigori Kozintsev
- 1954 : Hommes en guerre (Герои Шипки) de Sergueï Vassiliev
- 1955 : Le Taon (Овод) de Alexandre Feinzimmer
- 1961 : Le Tarzan des mers (Человек-амфибия) de Vladimir Tchebotariov et Guennadi Kazanski
- 1965 : Cité ouvrière (Рабочий посёлок) de Vladimir Venguerov

## Récompenses et nominations

### Récompenses
- 1950 : Artiste du peuple de l'URSS